# Католичка црква у Уганди
Католичка црква у Уганди (енг. Roman Catholic Church in Uganda) је део глобалне католичке цркве која је у директној вези са врховним поглаваром папом у Риму. Процењује се да у Уганди има 13,6 милиона католика што чини 42% од укупног броја становника (2010). Постоје четири надбискупије, подељених на укупно 19 бискупија.
- Надбискупија Гулу
  - Бискупија Аруа
  - Бискупија Лира
  - Бискупија Неби
- Надбискупија Кампала
  - Бискупија Касана-Луверо
  - Бискупија Кијинда-Митијана
  - Бискупија Лугази
  - Бискупија Масака
- Надбискупија Мбарара
  - Бискупија Форт Портал
  - Бискупија Хоима
  - Бискупија Кабале
  - Бискупија Касесе
- Надбискупија Тороро
  - Бискупија Џинџа
  - Бискупија Котидо
  - Бискупија Морото
  - Бискупија Сороти

Католичка црква слави 3. јуна празник посвећен Угандским мученицима - Свети Чарлс Лванга и његови другови који су умрли између 1885. и 1887. године.